# Calliteara queenslandica
Calliteara queenslandica är en fjärilsart som beskrevs av Embrik Strand 1915. Calliteara queenslandica ingår i släktet harfotsspinnare, och familjen tofsspinnare. Inga underarter finns listade i Catalogue of Life.